# Guy Tillim
Guy Tillim (* 1962) je jihoafrický fotograf známý svou prací zaměřenou na problémové oblasti subsaharské Afriky. Tillim, člen bílé menšiny v zemi, se narodil v Johannesburgu v roce 1962. Vystudoval Univerzitu v Kapském Městě v roce 1983 a také aktivně působil na škole Market Photo Workshop v Johannesburgu. Jeho fotografie a projekty byly vystaveny na mezinárodní úrovni a tvoří základ několika Tillimových vydaných knih.
Webová stránka African Success ho popsala jako jednoho z „nejpřednějších fotografů Jihoafrické republiky“, zatímco stránka Daily Maverick o něm hovořila jako o „pravděpodobně nejlepším fotografovi Jihoafrické republiky“ po Davidu Goldblattovi.

## Ranná kariéra
Tillim se poprvé začal profesionálně věnovat fotografii jako fotoreportér v roce 1986. Do roku 1990 spolupracoval s kolektivem Afrapix, skupinou jihoafrických dokumentárních fotografů, kteří poskytovali během apartheidu světovým médiím jedinečný zdroj fotografií, spolu s dalšími významnými osobnostmi jihoafrické fotografie, včetně Davida Goldblatta, Steva Hilton-Barbera nebo Omara Badsha. Během velké části této doby pracoval jako fotograf na volné noze pro místní i zahraniční média, včetně Reuters (1986 až 1988) a Agence France Press (1993 až 1994).
Jeho práce během tohoto období byla z větší části zaměřena na nepřátelské politické klima během apartheidu v Jihoafrické republice. Fotoreportéři té doby, z nichž mnozí také spolupracovali s kolektivem Afrapix, fotografovali často násilné scény nepokojů, války a chudoby na černošských občanech Jihoafrické republiky.

## Práce po apartheidu
Poté, co se v roce 1991 rozpustil kolektiv Afrapix a v roce 1994 byl politicky vyřešen apartheid, se Tillimova práce přesunula na dokumentování trvalých dopadů téměř 50 let trvající války v Jihoafrické republice na její černošské občany. Mnoho z jeho nejvýznamnějších děl nese toto téma, například Johannesburg (květen 2005) a Jo'burg Downtown, které zahrnují fotografie scén a obyvatel města.
Kurátor muzea v Johannesburgu Okwui Enwezor řekl, že „jako série dokumentárních fotografií představuje Johannesburg v praxi post-apartheidu, která spojuje současnou Jihoafrickou republiku s její vlastní historií“. V dalším cyklu, jako je Things as They Seem (2004), se zaměřuje na architekturu města. V rozhovoru řekl, že „tyto fotografie byly pořízeny na místech, která jsem znal, na místech, kde jsem pracoval, a fotografoval na zpravodajských událostech." Uvedl, že „vždycky se chtěl vrátit a zkusit to najít, zkusit to nějakým způsobem popsat“. Tyto a další práce vynikly v globální diskusi o politickém klimatu Jihoafrické republiky.
V posledních letech se Tillimova tvorba posunula od témat jeho kariéry z 80. let na počátek 21. století. V roce 2014 se zúčastnil společné výstavy v Museum für Moderne Kunst s názvem Božská komedie: Heaven, Hell, Purgatory revisited by Contemporary African Artists. Na rozdíl od jeho dřívějších prací znovu zkoumá báseň Dante Alighieriho prostřednictvím umění.

## Publikace
- Jo'burg. Johannesburg: STE Publishers, 2001. ISBN 978-2350460147. Fotografie pořízené v Johannesburgu a okolí.
- Departure. (Odchod.) Kapské Město a Johannesburg: Michael Stevenson Contemporary, 2003.
- Kunhinga Portraits. Kapské Město a Johannesburg: Michael Stevenson Contemporary, 2003. Fotografie pořízené ve městě Kunhinga, v provincii Bié, Angole, zobrazující portréty vysídlených Angolanů prchajících před vládními silami v únoru 2002, během posledních měsíců angolské občanské války.
- Leopold and Mobuto. Filigranes Editions, 2004. ISBN 978-2914381918.
- Petros Village. Řím: Punctum, 2006. Fotografie dokumentující každodenní život po dobu dvou týdnů ve vesnici Petros ve středním Malawi.
- Congo Democratic. (Demokratické Kongo.) Renate Wiehager; Kapské Město a Johannesburg: Michael Stevenson; Řím: Galleria Extraspazio, 2006. Fotožurnál událostí kolem sporných prezidentských voleb konaných v Demokratické republice Kongo v červenci 2006, během nichž se střetli příznivci úřadujícího úřadu Josepha Kabily s příznivci Etinenne Tshisikediho.
- Avenue Patrice Lumumba. Prestel, 2008. ISBN 978-3791340661. Fotografie pořízené v Mosambiku, Demokratické republice Kongo, Madagaskaru, Angole a Beninu v letech 2007/8. Úvod: Tillim a Robert Gardner.
- Roma, Città di Mezzo. Řím: Punctum, 2009. ISBN 978-8895410296. Fotografie pořízené v hlavním městě Římě a jeho okolí, původně zadané pro mezinárodní festival římské fotografie FotoGrafia.
- Second Nature. Prestel, 2012. ISBN 978-3791346908.
- O Futuro Certo. Göttingen: Steidl; The Walther Collection, 2015. ISBN 978-3-86930-649-0. Výběr z různých publikací Tillima z předchozího desetiletí, včetně Mai Mai Militia in Training, Jo'burg, Avenue Patrice Lumumba a Second Nature.[22]
- Edit Beijing. Paříž: Bessard, 2017. Fotografie lidí v ulicích Pekingu pořízené během dvou týdnů. Náklad 500 výtisků.

## Ocenění
- 2002: Prix SCAM (Societe Civile des Auteurs Multimedia) Roger Pic.[23]
- 2003: Cena Higašikawy, Japonsko.[24]
- 2004: Cena Daimler-Chrysler za jihoafrickou fotografii.[25]
- 2005: Cena Oskara Barnacka za sérii Jo'burg series.[26]
- Robert Gardner Fellowship in Photography by the Peabody Museum of Archaeology and Ethnology na Harvardově univerzitě.[11]

## Výstavy
- 2006: SLUM: Art and life in the here and now of the civil age (SLUM: Umění a život v občanském věku tady a teď), Neue Galerie, Štýrský Hradec, Rakousko.[27]
- 2006: São Paulo Art Biennial (Bienále umění)[28]
- 2007: Zařazeno do FotoGrafia, římského mezinárodního festivalu ve skupinové výstavě Non Tutte Le Strade Portano a Roma, Ex Gil[29][n 1]
- 2007: Goodman Gallery, Johannesburg[30]
- 2007: Congo Democratic (Demokratická republika Kongo,) Extraspazio, Řím[31]
- 2007: Africa Remix, Johannesburská galerie umění[32]
- 2007: Photography, Video, Mixed Media III, DaimlerChrysler Gallery, Berlín[33]
- 2012: Second Nature, Huis Marseille Museum for Photography, Amsterdam[34]
- 2014: The Divine Comedy. Heaven, Purgatory and Hell Revisited by Contemporary African Artists (Božská komedie), kurátor: Simon Njami[21]